# Classificació climàtica de Trewartha

Tipus de la classificació de Trewartha per als Estats Units contigus

La Classificació climàtica de Trewartha és un sistema de classificació climàtica publicada pel geògraf estatunidenc Glenn Thomas Trewartha el 1966, i actualitzada el 1980. És una versió modificada de la Classificació de Köppen del 1899, creada per a donar resposta a algunes de les deficències del sistema de Köppen. El sistema Trewartha intenta redefinir les latituds mitjanes per estar més a prop de la zonificació vegetació i els sistemes genètics clima. Es considerava un reflex més veritable o "real" del clima global.
Els canvis van ser vistos com els més efectius en les grans masses de terra a Àsia i a Amèrica del Nord, on moltes àrees cauen en un únic grup ( C ) al sistema Köppen. Per exemple, sota el sistema estàndard de Köppen,  Washington i Oregon estan classificades a la mateixa zona climàtica que Southern California, tot i que les dues regions tenen un clima i vegetació diferent. Un altre exemple va ser classificar ciutats com Londres al mateix grup de clima que Brisbane o Nova Orleans, malgrat les grans diferències en la temperatura estacional i la vida vegetal autòctona.

## Esquema
Les modificacions de Trewartha per al sistema climàtic de 1899 de Koppen van reclassificar les latituds mitjanes en tres grups:  C  (subtropical) on 8 o més mesos tenen una temperatura mitjana de 10 °C o superior; D temperat - De 4 a 7 mesos tenen una temperatura mitjana de 10 ° C o superior; i "E" clima boreal - D' 1 a 3 mesos tenen una temperatura mitjana de 10 ° C o superior. En cas contrari, els climes tropicals i els climes polars es mantenien igual que la classificació del clima original de Köppen..

### Grup A: Climes tropicals
Aquest, el regne clima tropical, va definir el mateix que en l'esquema de Köppen (és a dir, tots els 12 mesos de mitjana 18 °C o més amunt). Els climes "A" són el regne de la zona lliure de gelades.
Els climes amb no més de dos mesos secs (definits com a menys de 60 mm, la precipitació mitjana, igual que per Köppen) es classifiquen com "Ar", mentre que d'altres es classifiquen com a Aw si la temporada seca és a l'hora de dies curts o As si la temporada seca és a l'hora dedies llargs. No hi havia cap identificador específic del clima monçònic en l'esquema original, però Am va ser afegit més tard, amb els mateixos paràmetres que Köppen's (excepte que almenys tres mesos, en lloc d'un, han de tenir menys de 60 mm de precipitació mitjana) 

### Grup B: Sec (climes àrids i semiàrids)
BW i BS significa el mateix que en l'esquema de Köppen. El clima BWn de vegades es designa BM (la M significa "marítim"). No obstant això, s'utilitza una fórmula diferent per quantificar el llindar d'aridesa: 10 (T - 10) + 3 P, amb  T  igualant la temperatura mitjana anual en graus Celsius i P que indica el percentatge de precipitació total rebut en els sis mesos de sol alt (d'abril a setembre a l'hemisferi nord) i d'octubre a març al sud.
Si la precipitació d'una determinada ubicació és menor que la fórmula anterior, es diu que el seu clima és el d'un desert (BW); si és igual o superior a la fórmula anterior, però menys del doble d'aquesta quantitat, el clima es classifica com estepa (BS). i si la precipitació és més del doble del valor de la fórmula, el clima no està en el grup B. A diferència del pla de Köppen, no hi ha subconjunts tèrmics dins d'aquest grup en Trewartha, llevat que s'utilitzi l'escala tèrmica universal (vegeu a continuació)

### Grup C: Climes subtropicals
En el pla Trewartha, el grup climàtic "C" engloba climes subtropicals que tenen 8 o més mesos amb una temperatura mitjana de 10 °C o superior.
Només hi ha dos tipus dins del grup de clima "C" o subtropical, "Cs", que és un clima sec o clima mediterrani, i un clima subtropical humit o "Cf". Els tipus Cw es produeixen dins del grup Cf i signifiquen climes subtropicals de Montsó (com molts de l'est d'Àsia).

### Grup D: Climes temperats i continentals
En el pla Trewartha, el grup climàtic "D" engloba el clima temperat que té entre 4 i 7 mesos amb una temperatura mitjana de 10 °C o superior.
Els grups de clima "D" tenen dos tipus: un tipus oceànic (Do), on el mes més fred té una temperatura mitjana de 0 °C o superior, i un tipus Continental (Dc), on el mes més fred mensual la temperatura mitjana arriba a menys de 0 ° C en algunes masses de terra interiors com Amèrica del Nord i Àsia.
Per als climes continentals (Dc), de vegades la tercera lletra (a o  b) s'utilitza per denotar un estiu calent o fred. "Dca" és on el mes més càlid té una temperatura mitjana de 22,2 °C o superior, i "Dcb" s'utilitza per a climes temperats d'estiu frescos, on el mes més càlid té una temperatura mitjana inferior a 22,2 ° C.

### Grup E: Climes boreals
Això representa els dominis subartics i subpolars oceànics, definits igual que en l'esquema de Köppen, on 1 a 3 mesos tenen una temperatura mitjana de 10 °C o superior. En aquesta zona climàtica només hi ha un període curt (normalment de 50 a 90 dies) que no té gelades. En l'esquema original, aquest grup no estava més dividit; Més tard, es van crear les denominacions Eo i Ec, amb Eo (marítim subàrtic), que significa que les mitjanes més fredes es troben per sobre de 10 °C, mentre que "Ec" (subàrtica continental o "boreal") significa que almenys un mes té una temperatura mitjana de -10 °C o inferior. Com en el grup D, es pot afegir una tercera lletra per indicar l'estacionalitat de precipitació. No hi ha una contrapartida separada dels tipus de clima Köppen Dfd, Dwd i Dsd en l'esquema de Trewartha, però es pot afegir una lletra al final del símbol per indicar la temperatura del mes més fred.

### Grup F: Climes polars
Aquest és el grup de clima polar, on tots els mesos tenen una temperatura mitjana per sota dels 10 °C. Els climes polars tenen dos subtipus Ft (tundra) i Fi (glaç):
En el tipus de clima "Ft", almenys un mes té un temperat mitjà per sobre de 0 °C (però no superior a 10 ° C), de manera que hi ha un breu moment en què el la superfície podria estar lliure de neu o gel i és possible una coberta de vegetació de la tundra.
En el tipus de clima "Fi", tots els mesos tenen una temperatura mitjana per sota dels 0 ° C, aquesta és la regió dels vastos deserts d'oceà perpètuament congelat al Pol Nord i els altiplans de gel permanents de l'Antàrtida i Groenlàndia.

### Grup H: Climes d'altipla
Els climes de muntanya on l'altitud hi té un paper per determinar la classificació climàtica.
Concretament, això s'aplicaria si es corregeix la temperatura mitjana de cada mes a un valor del nivell del mar mitjançant la fórmula d'afegir 5,6 °C per a cada 1000 m d'elevació donaria lloc a l'ajustament del clima en un grup tèrmic diferent al d'aquell en què la temperatura mensual real la situï.
De vegades s'utilitza "G" en lloc de "H" si l'anterior és cert i l'altitud està entre 500 i 2,500 m, però el  G o H es col·loca davant de la lletra tèrmica aplicable en lloc de substituir-la. La segona lletra utilitzada reflecteix les temperatures mensuals "corregides", no les temperatures mensuals reals. G fa referència a la glacera.

## Escala Tèrmica Universal
Existeix una opció per incloure informació sobre els mesos més càlids i més freds per a cada clima afegint una tercera i quarta carta, respectivament. Les lletres utilitzades s'ajusten a la següent escala:
 i : greument calent: temperatura mitjana mitjana ≥ 35 °C o superior
 h  - molt calent: 28 a 34.9 °C 
 a - calent: 22.2 a 27.9
 b  - càlid: 18 a 22.1 
 l - lleu: 10 a 17.9 
 k - fresc: 0.1 a 9.9 
 o - fred: -9.9 a 0 
 
  c  - molt fred: -24.9 a -10 
  d  - severament fred: -39.9 a | -25 
 
  - excessivament fred: -40 o a sota. 

Exemples de les designacions resultants inclouen  BWil  per a Riad, Aràbia Saudita;  BWhb  per a Aswan, Egipte;  Arha  per Surabaya, Indonèsia; Crak per a Tòquio; "Csll" per a San Francisco, Califòrnia; Crhk per a Dallas, Texas, EUA;  DObk  per a Londres; EClc per a Arkhangelsk, Rússia;  FTkd  per a Barrow, Alaska, EUA;  Cfbk  per a Melbourne, Austràlia; i "FIce" per a Vostok a l'Antàrtida.